# Épernay-sous-Gevrey
Épernay-sous-Gevrey település Franciaországban, Côte-d’Or megyében. Lakosainak száma 156 fő (2022. január 1.). Épernay-sous-Gevrey Broindon, Villebichot, Saint-Bernard, Saint-Nicolas-lès-Cîteaux, Savouges és Gilly-lès-Cîteaux községekkel határos.

## Népesség
A település népességének változása:
| Lakosok száma | 78   | 116  | 127  | 169  | 187  | 186  | 183  | 182  | 174  | 156  |
|               | 1968 | 1982 | 1990 | 2006 | 2013 | 2015 | 2017 | 2019 | 2020 | 2022 |